# Silvermane
Cet article possède un paronyme, voir Silverman.
Silvermane est un super-vilain appartenant à l'univers de Marvel Comics. Il est apparu pour la première fois dans Amazing Spider-Man #73, en 1969.

## Origines
Silvio Manfredi, surnommé Silvermane pour ses cheveux argentés, est un criminel originaire de Sicile. Il commença sa carrière en tant qu'homme de main et gravit les échelons pour devenir un parrain de la Maggia.
Lors de sa première apparition, il força le docteur Curt Connors à créer une formule retardant le vieillissement. Il se retrouva vite confronté à Spider-Man et fut vaincu, après avoir régressé jusqu'au stade de l'enfance.
L'effet du sérum s'amenuisa et il retrouva son âge avancé. Il poursuivit sa carrière et étendit son empire criminel, allant même jusqu'à former une alliance avec l'HYDRA. Il fut battu par Daredevil, Nick Fury et le SHIELD.
Il fit son retour en essayant d'unir les gangs de New York sous sa coupe, mais son plan fut contrecarré par le retour du Bouffon Vert. Au cours d'un combat, il chuta d'un immeuble et fut grièvement blessé.
C'est à la suite de cela qu'il commença peu à peu à transformer son corps en cyborg, dépensant sa fortune pour prolonger son espérance de vie.
Il reprit sa gestion criminelle, restant cette fois-ci loin de ses ennemis. Pourtant, un jour, il fut presque tué par l'Épée. Le Caïd prit le contrôle de son corps mécanique, et c'est cette même Épée qui le libéra, lui redonnant son énergie vitale.
Plus tard, il fut encore gravement blessé lors d'un combat contre Jack O'Lantern, dans une guerre des gangs entre Hammerhead et le Caïd.
Criminel endurci, il reste l'une des cibles de choix du Punisher.

## Pouvoirs
- Le corps de Silvermane a été peu à peu transformé en cyborg. Ses organes vitaux et sa tête ont été greffés dans un corps métallique possédant une force surhumaine.
- Toutefois, ses organes sont ceux d'un homme de 80 ans, très vulnérables.